# 423097 Richardjarrell
423097 Richardjarrell este o planetă minoră (asteroid) din centura de asteroizi. A fost descoperită pe 16 decembrie 2003 la Mauna Kea de David D. Balam. 
Obiectul prezintă o orbită caracterizată de o semiaxă mare de 2,3168220680548 UAi, o excentricitate de 0,14, o înclinație de 3,6 ° în raport cu ecliptica.